# Sobre Tus Huellas
Sobre Tus Huellas é um futuro filme de terror-suspense produzido no México e dirigido por Luis Yduñate, com atuações de Grettell Valdéz, Polo Morín, Alejandro Tommasi, Irán Castillo, Daniela Luján, Itatí Cantoral e Daniela Spanic. Será lançado pela SDM Films no dia 12 de agosto de 2020.

## Elenco
- Grettell Valdéz ... Eva
- Polo Morín ... Matías
- Alejandro Tommasi ... Marcelo
- Irán Castillo ... Malén
- Daniela Luján ... Carolina
- David Palacio ... Tomás
- Itatí Cantoral ... Professora de equitação
- Daniela Spanic ... Professora de flamenco